# نوبة (الجبال)

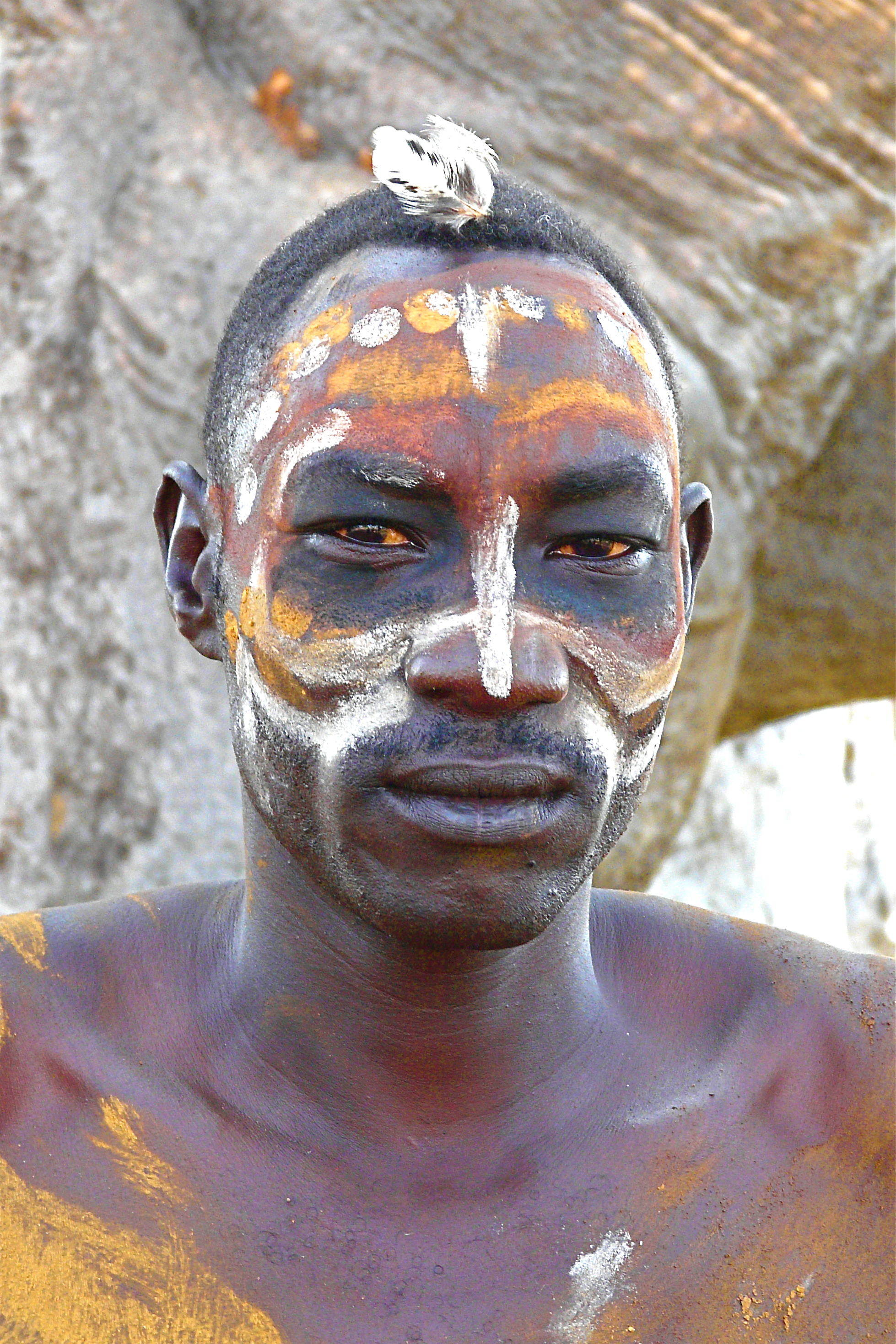
رجل نوبي

تنقسم قبائل جبال النوبة إلى مجموعات إثنية حسب اللغة على النحو الآتي: مجموعة الكواليب: وهي أكبر المجموعات وتضم الكواليب ومورو وهيبان واتورو وتيرا وليرا وأم حيطان والهدرة وكاو ونارو وفنقر وشاوية. مجموعة النيمانج: وتضم قبائلها القاطنة القرى التالية : النتل وتندرية وسلارا وكلارا وكرمتي وحجر سلطان والفوس وافتي التي تسكن شرق جبل الدائر. مجموعة تلودي والمساكين وتضم قبائل تلودي والمساكين وأجرون وكلولو وقبائل طجة وغيرها.
ومجموعة لفوفا وتضم لفوفا وأميرا وقبائل أخرى. ومجموعة تقلي وقبائلها: الرشاد وكجاكجة وتقوى وتملي وترجك وتكم ووتيشان وأخرى. ومجموعة كادقلي: وتضم قبائل كادقلي كرنقو وميري وتلشي وكاتشا وكمدة وأخرى. ومجموعة تيمن وتضم قبائل كيقا وجرو وتيمن وسرف الضي وتيسي وأخرى. ومجموعة كتلا وقبائلها: جلد وتيما وأخرى.
مجموعة الاجانج: وتضم قبائل الجبال الستة وهي ( كرورو وكدرو كافيرا وكلدجي ودباتنا ووكارتالا بالإضافة إلى عشائر كاركو وغلفان ووالي وفندا كاتشا وطبق وأبو جنوك والدلنج والكدر والشفر وكجوريه وقبائل كاجا وكتول في شمال كردفان.

مجموعة الداجو: وتضم شات، لقوري، صبوري، تيمن، لقاوة وأبو سنون وتلو وأخرى. ومجموعة الدواليب فهم نوبة مختلطون مع العرب فقدوا جزء من تراثهم النوباوي وهم يسكنون شمال كردفان والرواية تقول أن الدواليب جزء من الكواليب (نفس الاسم قرية في وادي حلفا).

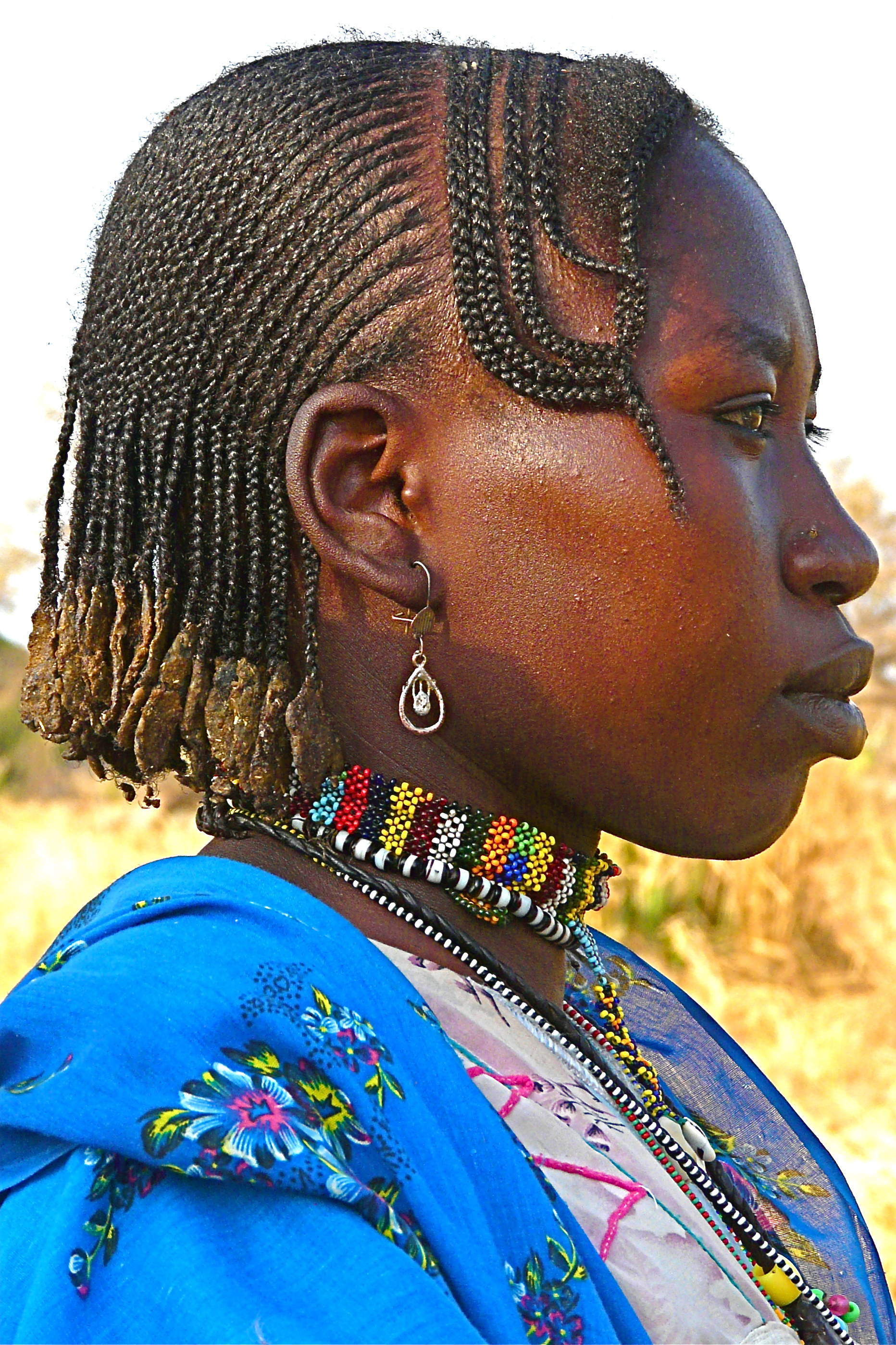
امرأة نوبية

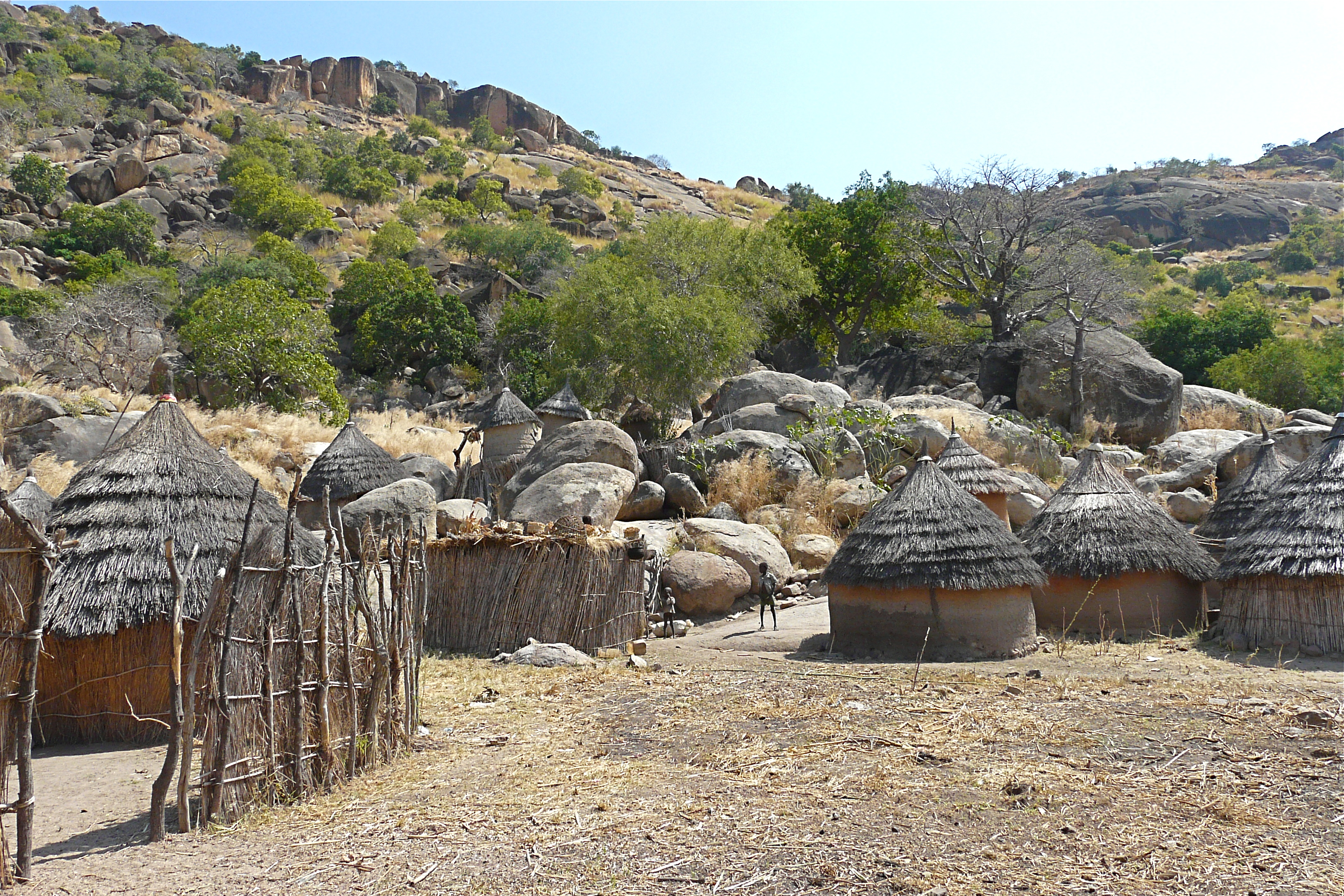
قرية نوبية

## اللغات
يتحدث النوبة لهجات محلية مختلفة، ولكل قبيلة أو مجموعة من القبائل اللغات التي يستعصي فهمها على القبائل الأخرى، حروف الرطانة كثيرة وتجد لكل حرف من حروف اللغة العربية مقابل له في اللهجة المحلية ولكن تلاحظ أن أحرفاً معينة لمعت في سماء جبال النوبة سمو بها الإنسان والمناطق والجبال، كذلك فإن النوبة بحبهم للفنون والطبيعة يختارون ألواناً بعينها يسمون بها مناطقهم وهم شعب محب للموسيقي والإيقاع وللنظام العسكري تجد كل ذلك من خلال أسماء أبنائهم وبناتهم، ونقف الآن مع الحروف ذات الرنين والتي يحبها النوبة ويكثرون نطقها.
حرف الكاف :
من الحروف القوية ورائجة الاستخدام عند النوبة يبدؤن بها أسماء أبنائهم ومناطقهم وجبالهم ولها واقع خاص في نفوسهم وهو من مميزاتهم ويعتقدون أنها تميز أبنائهم من أبناء الأجناس الأخرى إضافة إلى تفاؤلهم وفخرهم بها .
من أسماء الرجال :
كوكو، كافي، كجو، كنده، كربوس، كبي، كرتكيلا، كودي، ككي وغيرها كثير .
من أسماء النساء :
كاكا، كوجي، كني، كوشية، كنداله وغيرها كثير .
من أسماء المناطق والجبال :
كادقلي، كيقيا، كجورية، كاتشا، كتلا، كافينا، كدرو، كحليات، كرتاله، كرقل، كرورو، كويك، كيلمو، كركرايه، كرجي، كالوقي، كوكاية، كرنك، كاونارو، كالنده، كرشولا، كابوس، كدبر، كرمتي وغيرها كثير جداً.
حرف الطاء :
تكثر المناطق التي يبدأ أسمها بحرف الطاء خاصة في المناطق خاصة في مناطق جنوب كادقلي وشمال تلودي حيث تجد :
طروجي، طبانيا، طاسي، طمطم، طاطا، طابولي، طورو، طجو وغيرهم من المدن .
حرف التاء :
تقلي، تاندك تنديه، تبسة، تجملا، تالودي، تقوي وغيرهم من المدن كثير

### الجغرافيا
تقع مناطق النوبة حول جبال النوبة جنوب جمهورية السودان وعلى الحدود مع دولة جنوب السودان .